# Lodewijk Makeblijde College

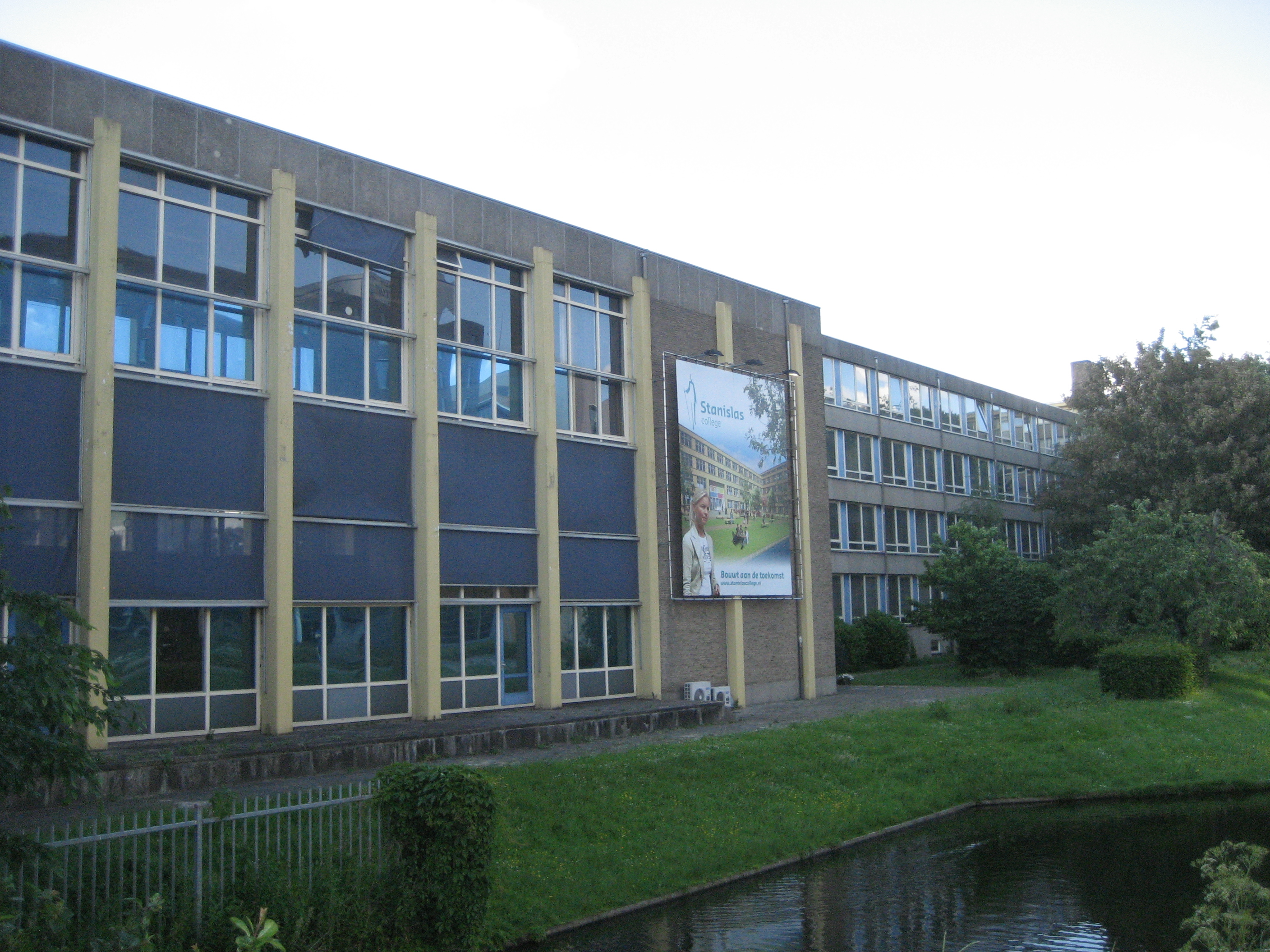
Stanislascollege Rijswijk

Het Lodewijk Makeblijde College was een Nederlandse middelbare school in Rijswijk. Lodewijk Makeblijde, waar de school naar is genoemd, was een priester-dichter uit het Vlaamse Poperinge, geboren in 1565, die onder meer in Delft actief was.
De school werd in 1953 opgericht als middelbare meisjesschool (mms) in Delft. Twee jaar later verhuisde de school naar Rijswijk, dat op dat moment snel groeide en dat in tegenstelling tot de gemeente Delft wel ruimte had voor de nieuwbouw van de school. Eerst werd echter aan de Wijnandt van Elststraat een noodgebouw betrokken. Vanaf dat moment werd er ook een HBS-afdeling toegevoegd en was de school dus ook voor jongens toegankelijk. In 1963 was de nieuwbouw aan de Henriëtte Roland Holstlaan gereed en kon deze in gebruik worden genomen. Eind jaren zestig, na de invoering van de Mammoetwet, werd het een school voor havo en vwo. In 1980 volgde een fusie met de Benedictusmavo, zodat een mavoafdeling aan de school kon worden toegevoegd.
Na de fusie met de Christelijke Scholengemeenschap Rijswijk/Bilderdijk in 1990 ging de school verder als Interconfessioneel Makeblijde College. Sinds het schooljaar 2008/2009 maakt het IMC deel uit van het Stanislascollege en draagt sindsdien ook deze naam.

## Bekende leerlingen en docenten
Een aantal bekende oud-leerlingen van het LMC:
- Peter Barendse, oud-voetballer bij onder meer Feyenoord
- Patty Brard, televisiepersoonlijkheid en zangeres
- Stanley Brard, oud-voetballer bij onder meer Feyenoord (familie van Patty Brard)
- Eva Duijvestein, actrice
- Karin de Groot, tv-presentatrice
- Marcel Harteveld, acteur, cabaretier en zanger
- Mat Herben, voormalig ambtenaar, journalist en politicus
- Michel de Hey, techno-dj en technoproducer
- Saskia Holleman, actrice
- Koen Hauser, fotograaf
- Paul van der Kraan, sportbestuurder
- Jan de Jong, televisiedirecteur
- Jet Jongeling, wielrenster
- Maria Jongeling, wielrenster
- Bert Luppes, acteur
- Bo Maerten, actrice
- Samantha Steenwijk, zangeres
- Jacques Overgaauw, vicepresident Hoge Raad der Nederlanden

Een aantal bekende oud-docenten van het LMC:
- Rudy Cornets de Groot, letterkundige
- Hans Janmaat, politicus van de Centrumpartij en Centrum Democraten
- Louis van de Laar, (eerste directeur, later rector) staatssecretaris OKW, burgemeester Bergen op Zoom